# Sofronius av Vratsa

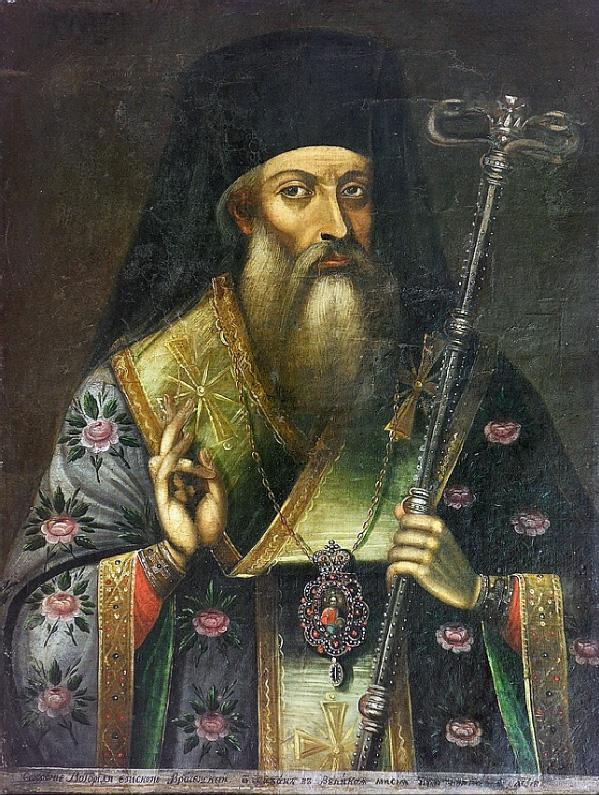
Sofronius av Vratsa

Sofronius, egentligen Stojko Vladislavov, född 11 mars 1739 i Kotel, Bulgarien, Osmanska riket,
död 23 september 1813 i Bukarest, Bulgarien, Osmanska riket, var en bulgarisk biskop och skriftställare. 
Sofronius var lärjunge till Paisij Chilendarski och blev 1794 biskop i staden Vratsa. Han hölls tre år fången i Vidin av turkarna och tillbringade sitt återstående liv i Bukarest, där han 1804 nedskrev sina kulturhistoriskt intressanta memoarer, Zapiski (tryckt 1861 av Georgi Rakovski). Hans samling predikningar och religiösa översättningar från fornslaviska och grekiska, Kiriakodromion, var den första tryckta boken på nybulgariska språket (1806; sedan omtryckt flera gånger). 